# Nectandra turbacensis
Nectandra turbacensis är en lagerväxtart som först beskrevs av Carl Sigismund Kunth, och fick sitt nu gällande namn av Christian Gottfried Daniel Nees von Esenbeck. Nectandra turbacensis ingår i släktet Nectandra och familjen lagerväxter. Inga underarter finns listade i Catalogue of Life.